# Краснопеев, Геннадий Иванович
Геннадий Иванович Краснопеев (12 апреля 1941, Красноярский край — 4 марта 2025, Санкт-Петербург) — советский и российский передовик производства, Герой Социалистического Труда (1981).

## Биография
Родился 12 апреля 1941 года в Красноярском крае. Член КПСС с 1968 года.
С 1956 года — на хозяйственной, общественной и политической работе. В 1956—2005 годах — работник геологической экспедиции, работник на лесозаготовках, кочегар на электростанции, машинист дизелей, военнослужащий Советской Армии, слесарь, сборщик Адмиралтейского завода, сборщик Ленинградского адмиралтейского объединения, бригадир сборщиков корпусов Ленинградского адмиралтейского объединения Министерства судостроительной промышленности СССР/Государственного предприятия «Адмиралтейские верфи».
Указом Президиума Верховного Совета СССР от 16 декабря 1981 года присвоено звание Героя Социалистического Труда с вручением ордена Ленина и золотой медали «Серп и Молот».
Избирался депутатом Верховного Совета РСФСР 11-го созыва. Делегат XXVII съезда КПСС.
Жил в Санкт-Петербурге. Скончался 4 марта 2025 года там же в возрасте 83 лет.